# Wisłoka z dopływami
Wisłoka z dopływami este o arie protejată (sit de importanță comunitară — SCI) din Polonia întinsă pe o suprafață de 2.752,74 ha, integral pe uscat.

## Localizare
Centrul sitului Wisłoka z dopływami este situat la coordonatele 49°41′42″N 21°26′43″E / 49.6949°N 21.4452°E.

## Înființare
Situl Wisłoka z dopływami a fost declarat sit de importanță comunitară în octombrie 2009 pentru a proteja 11 specii de animale.

## Biodiversitate
Situată în ecoregiunile alpină și continentală, aria protejată conține 16 habitate naturale: Ape stătătoare oligotrofe până la mezotrofe, cu vegetație de Littorelletea uniflorae și/sau de Isoëto-Nanojuncetea, Lacuri eutrofice naturale cu vegetație de tip Magnopotamion sau Hydrocharition, Râuri de munte și vegetația erbacee de pe malurile acestora, Râuri de munte și vegetația lor lemnoasă cu Myricaria germanica, Râuri de munte și vegetația lor lemnoasă cu Salix elaeagnos, Râuri cu maluri nămoloase cu vegetație de Chenopodion rubri p.p. și Bidention p.p., Formațiuni ierboase bogate în specii de Nardus, dezvoltate pe substraturi silicioase în zone montane (și în zone submontane, în Europa continentală), Pajiști cu Molinia pe soluri calcaroase, turboase sau argilos-nămoloase (Molinion caeruleae), Liziere de ierburi înalte hidrofile de câmpie și de nivel montan până la alpin, Fânețe de joasă altitudine (Alopecurus pratensis, Sanguisorba officinalis), Păduri de fag Luzulo-Fagetum, Păduri de fag Asperulo-Fagetum, Păduri de stejar și carpen Galio-Carpinetum, Păduri pe pante, grohotișuri și ravene de Tilio-Acerion, Păduri aluvionare cu Alnus glutinosa și Fraxinus excelsior (Alno-Padion, Alnion incanae, Salicion albae), Păduri mixte riverane de Quercus robur, Ulmus laevis și Ulmus minor, Fraxinus excelsior sau Fraxinus angustifolia, de-a lungul marilor râuri (Ulmenion minoris).
La baza desemnării sitului se află mai multe specii protejate:
- mamifere (2): castor (Castor fiber), vidră de râu (Lutra lutra)
- nevertebrate (4): fluturele purpuriu (Lycaena dispar), Phengaris nausithous, Phengaris teleius, Unio crassus
- pești (5): Barbus carpathicus, zglăvoacă (Cottus gobio), cicar (Lampetra planeri), boarță (Rhodeus amarus), somonul (Salmo salar)